# Gran Hotel Viena
El Gran Hotel Viena fue el más grande hotel de la localidad de Miramar, en la provincia de Córdoba, Argentina. Esta localidad se encuentra en la costa de la laguna Mar Chiquita, o Mar de Ansenuza, cuyas aguas y fangos poseen supuestas propiedades curativas. Actualmente la laguna es el tercer parque nacional de la provincia de Córdoba.

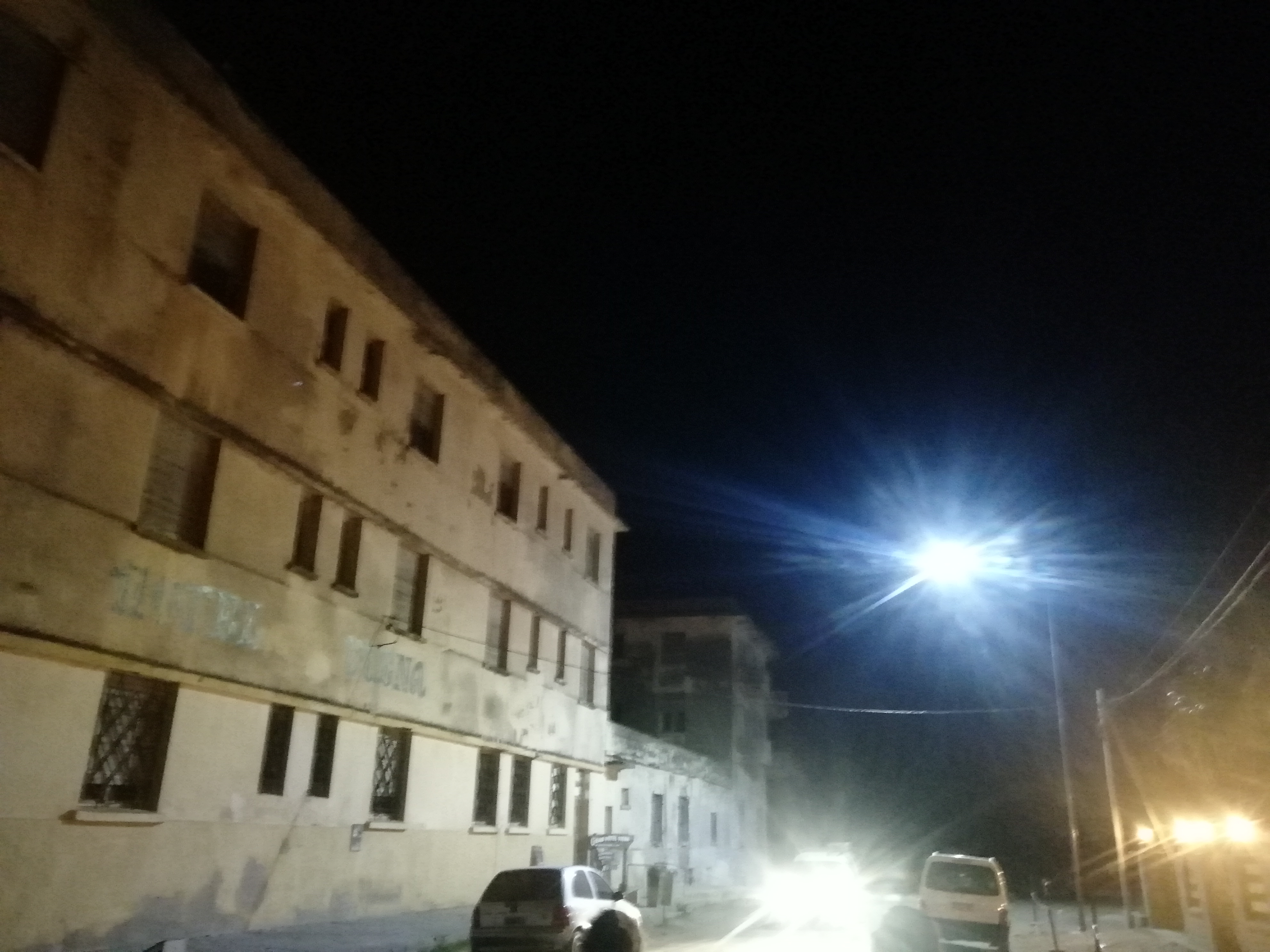
Vista exterior del Gran Hotel Viena

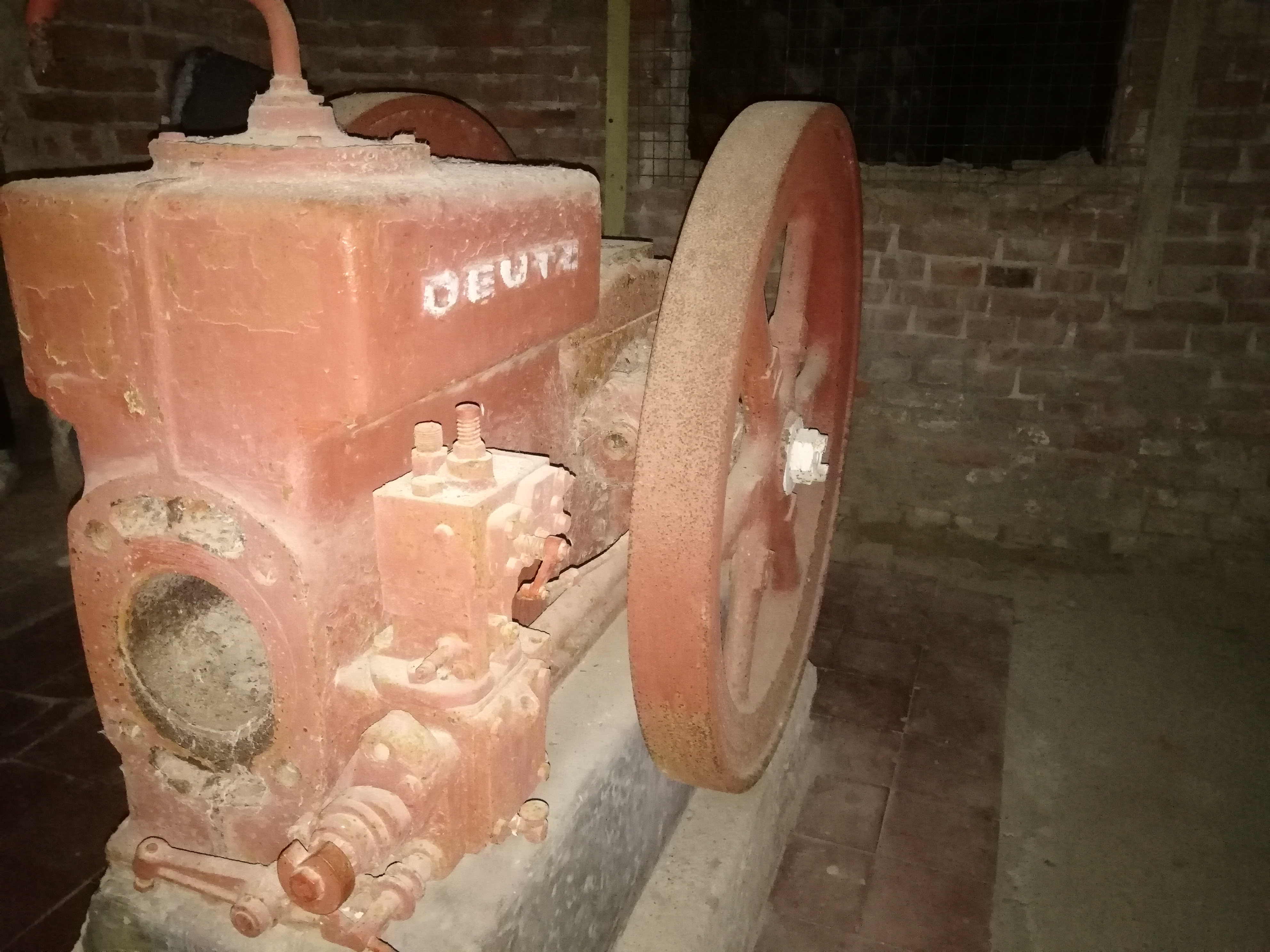
Motor de usina eléctrica del Gran Hotel Viena

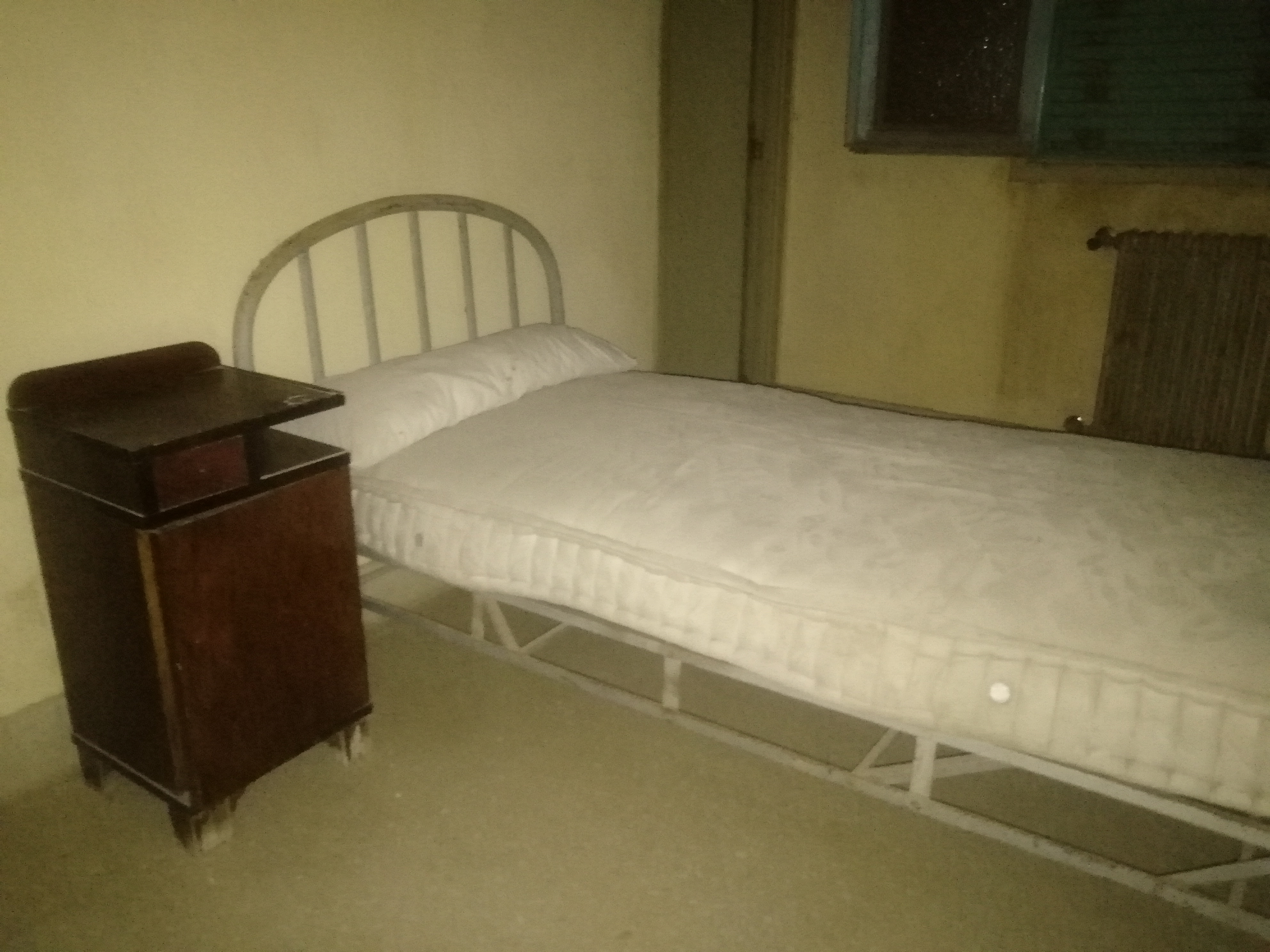
Habitación clase media del Gran Hotel Viena

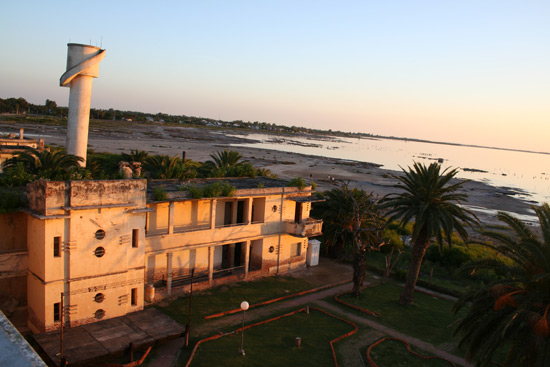

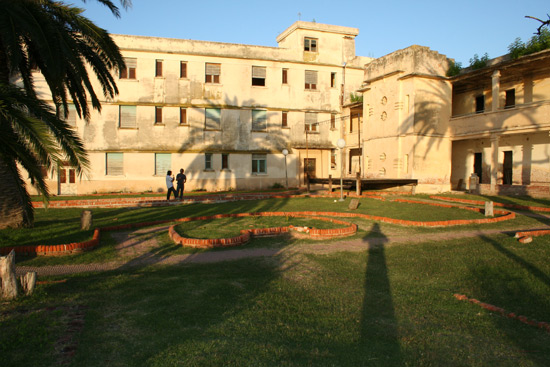

## Historia
El hotel comenzó su construcción en el año 1940 y se terminó de construir definitivamente en el año 1945 por inmigrantes alemanes y fue financiado enteramente por Máximo Pahlke, inversión que demandó 25 millones de dólares.
El acaudalado empresario alemán, Máximo Pahlke, gerente de una multinacional alemana llamada Tubos Manesmann, visitó el pueblo de Miramar en el verano de 1936, buscando una solución a los problemas de salud de su familia.
La familia se instaló en un principio en una pensión propiedad de Ana María Scorchuber de Tremetzbeger, a quien Pahlke conocía por haber trabajado anteriormente en la empresa que él gerenciaba en Buenos Aires. 
El hijo de Pahlke, sufría de soriasis y fue a lo largo de los meses que experimentó una notable y definitiva mejoría. Fue entonces cuando su padre decidió invertir en la zona, y entró en sociedad con la propietaria de la pensión. Unieron capitales y así nació la renovada "Pensión Alemana" con un nuevo pabellón de dieciséis habitaciones, en el año 1938.
En 1939, problemas entre la esposa de Pahlke (Melita Fleishesberger) y la antigua propietaria, condujeron a la disolución de la sociedad. Máximo Pahlke compró la parte de su ex socia y rebautizó la pensión con el nombre de "Pensión Viena", en honor a la ciudad natal de su esposa. 
En 1940 Máximo Pahlke demolió la parte más antigua de la pensión y se abocó a edificar un gigantesco complejo arquitectónico que conduciría, finalmente, al Gran Hotel Viena. Lo construyó por etapas, siendo definitivamente terminado en 1945, año en que la Alemania nazi se rindió ante las tropas aliadas. 
Máximo Pahlke exploto el hotel solo por unos pocos meses antes de irse de Miramar para no volver nunca más (por problemas sindicales y de la política mundial el hotel cerró sus puertas en el año 1947). Durante el período en que Pahlke administró el hotel el número de huéspedes no superó los 8 a 16 hombres, solamente.
Es entonces cuando el hotel queda a cargo de Martin Krüegger, jefe de seguridad del hotel, que permanecería cerrado y solo habitado el Krüegger. 
En 1954 Krüegger muere envenenado. Los jardineros del hotel, la familia de Koloman Kolomi Geraldini y su esposa, Helena Noval de Kolomi, permanecen en el edificio, ocupándolo y manteniendo sus instalaciones. Luego deciden abrir el hotel al público y explotarlo comercialmente.
En 1964, un hombre apellidado Sosa se hace cargo del hotel y lo abre al turismo con todos sus sectores puestos a disposición de los huéspedes. 
En 1980 una inundación (iniciada en 1977) llega hasta el hotel. Algunos pequeños mantuvieron al edificio ocupado y en funciones. En 1978, tras el anegamiento del Hotel Copacabana, el casino que funcionaba en él fue trasladado al Gran Viena hasta 1980, año en que la sala de juego pasó a la ciudad de Villa Carlos Paz. 
En 1985 el agua salada de la laguna alcanza los subsuelos del hotel y éste cierra por completo sus puertas.
El hotel fue diseñado de manera que dividiera el espacio edilicio para tres clases sociales. La clase alta alemana era la que gozaba de la vista hacia la Mar Chiquita.
El hotel ha sufrido saqueos, inundaciones, usurpaciones y dinamitación.
A 2022 se encuentra en litigio entre ocupantes que se instalaron y demandan viviendas y la Municipalidad de Miramar, que se ha apropiado del predio y lo explota comercialmente como museo y espacio de eventos.

## Conexión con el Nazismo
Mucho se ha especulado sobre la conexión del Gran Hotel Viena con el nazismo. Incluso se cree que Adolf Hitler fue un huésped honorífico del hotel. Esto se menciona en el libro "Tras los pasos de Hitler", de Abel Basti, donde el autor relata su encuentro con Olga Meyer, una mujer oriunda de Santa Fe casada con un señor de apellido Müller, con el cual viajaba seguido a Miramar y en donde ella asegura haber visto al Führer en el hotel. Cuenta que el líder nazi tenía a disposición una habitación en suite exclusiva como así también vajilla y sábanas, que llevaban sus iniciales.
En el libro "Lobo gris, la fuga de Hitler a la Argentina", de Simon Dunstan y Gerrard Williams, sostiene que el Führer se fue a atender al Viena luego de las complicaciones de salud que le trajo la bomba Stauffenberg.
Además de esto, la simbología del Gran Hotel Viena, está íntimamente ligada al nazismo: la insignia de su águila (que es el escudo de la ciudad de Viena), la vajilla con la cruz esvástica que desapareció con la caída del nazismo, pasando por su construcción ligada a la eugenesia, con apariencia de rehabilitación clínica y posible refugio para criminales de guerra.
Más allá de los mitos, en la actualidad descendientes de Máximo Pahlke niegan la vinculación de su familia con el nazismo y se encuentran en una disputa legal por el dominio de la propiedad con la Municipalidad de Miramar.

## En la cultura popular
- En los últimos tiempos, comenzaron a circular por las redes sociales, imágenes de supuestos fantasmas, que llegaron a medios de comunicación. Turistas que paseaban por el Gran Hotel Viena pudieron captar con sus cámaras supuestas apariciones en las grandes ventanas de los pisos más altos,[12] como así también, médiums supuestamente pudieron percibir la presencia de los mismos en el interior del hotel.[13] Una supuesta aparición que se dice que es famosa es la del jefe de seguridad, el cual se sostiene que se puede escuchar caminando por los pasillos del viejo hotel, y la famosa habitación 106 del hotel que recibe a los turistas más aventureros.[14]
- En 2010, el programa estadounidense que seguía a un equipo de investigadores paranormales Ghost Hunters International estrenó una investigación del lugar para el séptimo capítulo de su segunda temporada. A pesar de no haber encontrado evidencia alguna de presuntas apariciones de soldados Nazis, la evidencia encontrada fue suficiente para sugerir que el lugar está embrujado. [15]
- En 2015, el programa uruguayo Voces anónimas, en su quinta temporada, dedicó un episodio que cuenta relatos de supuestas apariciones de espíritus que se dice que se manifiestan en este hotel.

## Literatura
- En el año 2014, el Gran Hotel Viena fue visitado por la escritora Rosana Stipisich, cuya visita inspiraría el libro "De amor y de sal".[16]
- La Asociación Civil Amigos del Gran Hotel Viena, tiene editado el libro "Gran Hotel Viena. Su historia"
- El profesor de historia de UNMP Fernando Jorge Soto Roland, también escribió diversos artículos sobre el hotel.[4][17]  y el libro "El abandono y el olvido".[18]